# 페이트/스테이 나이트 헤븐즈필 제1장 프레시지 플라워
《페이트/스테이 나이트 헤븐즈필 제1장 프레시지 플라워》(영어: Fate/stay night: Heaven's Feel I. presage flower)는 2017년 10월에 개봉한 일본의 액션, 판타지, 애니메이션, 드라마 영화이다. 스도 토모노리가 감독을, 히야마 아키라가 각본을 맡았다. 미국에서는 2017년 11월 3일에, 일본에서는 2017년 10월 14일에, 대한민국에서는 2017년 11월 16일에 개봉되었다.

## 줄거리
마술사 <마스터>와 영령 <서번트>가 모든 소원을 이뤄주는 「성배」를 둘러싸고 싸우는 「성배전쟁」이 벌어진 지 10년. 지난 「성배전쟁」의 참가자인 에미야 키리츠구의 양자, 에미야 시로는 그를 연모하는 소녀, 마토 사쿠라와 함께 평온한 나날을 보내고 있었다.

그러나 「성배전쟁」은 다시 시작되고 곳곳에서 벌어지는 살인 사건으로 후유키 시는 불온한 기운에 휩싸인다.
시로는 사쿠라를 자기 집에 머물게 하기로 결정하고, 자신이 소환한 서번트인 세이버와 함께 마술사인 토오사카 린과 동맹을 맺고 「성배전쟁」에 나서기로 결심하는데. 하지만 이 싸움은 암약하는 자들에 의해 크게 일그러지기 시작한다.

## 출연진
- 스기야마 노리아키 - 에미야 시로 목소리 역
- 시타야 노리코 - 마토 사쿠라 목소리 역
- 카미야 히로시 - 마토 신지 목소리 역
- 카와스미 아야코 - 세이버 목소리 역
- 우에다 카나 - 토오사카 린 목소리 역
- 이토 미키 - 후지무라 타이가 목소리 역
- 나카타 죠지 - 코토미네 키레이 목소리 역
- 카도와키 마이 - 이리야스필 폰 아인츠베른 목소리 역
- 츠카야마 마사네 - 마토 조켄 목소리 역
- 미즈사와 후미에 - 미츠즈리 아야코 목소리 역
- 마도노 미츠아키 - 류도 잇세이 목소리 역
- 코야마 리키야 - 에미야 키리츠구 목소리 역
- 칸나 노부토시 - 랜서 목소리 역
- 세키 토모카즈 - 길가메쉬 목소리 역
- 아사카와 유우 - 라이더 목소리 역
- 미키 신이치로 - 어새신 목소리 역
- 타나카 아츠코 - 캐스터 목소리 역
- 스와베 준이치 - 아처 목소리 역
- 테라소마 마사키 - 쿠즈키 소이치로 목소리 역
- 미야가와 미호 - 리즈릿트 목소리 역
- 이나다 테츠 - 진 어새신 목소리 역
- 나나오 하루히 - 세라 목소리 역